# Прапор Городнянського району
Пра́пор Городня́нського райо́ну — офіційний символ Городнянського району Чернігівської області, затверджений 22 вересня 2009 року рішенням сесії Городнянської районної ради.

## Опис
Прапор являє собою прямокутне полотнище зі співвідношенням сторін 2:3, розділене двома горизонтальними рівновеликими смугами — зеленою та червоною. Від древка до середини прапора відходить синій трикутник, у центрі якого розміщено жовтий якір, а в кутах — три жовтих восьмипроменевих зірки.